# Liberapay
Liberapay é uma plataforma para doações recorrentes. É mantida por uma entidade sem fins lucrativos homônima registrada na França em 2015. A plataforma tem um foco em financiar projetos de software de código aberto.

## Serviço
O serviço não cobra uma taxa para as doações, além da taxa do processador do pagamento, financiando-se através de doações feitas pela própria plataforma. Em 2020, aceitava pagamentos pelo PayPal e Stripe.
Liberapay foi comparado ao Patreon. Diferente desse, porém, o Liberapay não permite que os projetos financiados recompensem seus doadores - esse caráter da transação possui implicações fiscais na União Europeia, onde o Patreon paga um VAT, enquanto o Liberapay não está sujeito a pagar.

### História
O Liberapay foi fundado em 2015 na França como um fork da plataforma americana Gittip (Gratipay.com).
Inicialmente, o Liberapay aceitava apenas euro. Passou a aceitar dólar norte-americano em dezembro de 2017. Em 2018, passou a aceitar 31 outras moedas.
Em Janeiro de 2021, Liberapay anunciou que processava doações de €8000 por semana, um aumento de 150% em relação ao ano anterior, com 5977 doadores e 912 beneficiados.

## Recepção
Em 2018, Jason van Gumster escrevendo para a RedHat afirmou que os fatores que distinguem o Liberapay de outras plataformas seriam o público-alvo (projetos de código aberto), ausência de taxas, e ausência de fins lucrativos.
Em 2018, o F-Droid adicionou suporte para doações através do Liberapay para os aplicativos listados na loja.
Foi uma das seis plataformas de doações recomendadas por Elaine A. Clark em seu livro de 2020 Voice-Overs for Podcasting: How to Develop a Career and Make a Profit.